# Jack Pickering
Jack Pickering (Sheffield, 18 dicembre 1908 – 10 maggio 1977) è stato un calciatore inglese, di ruolo centrocampista.

## Carriera

### Nazionale
Ha giocato la sua unica partita con la maglia della Nazionale inglese nel 1933.